# Wysranki

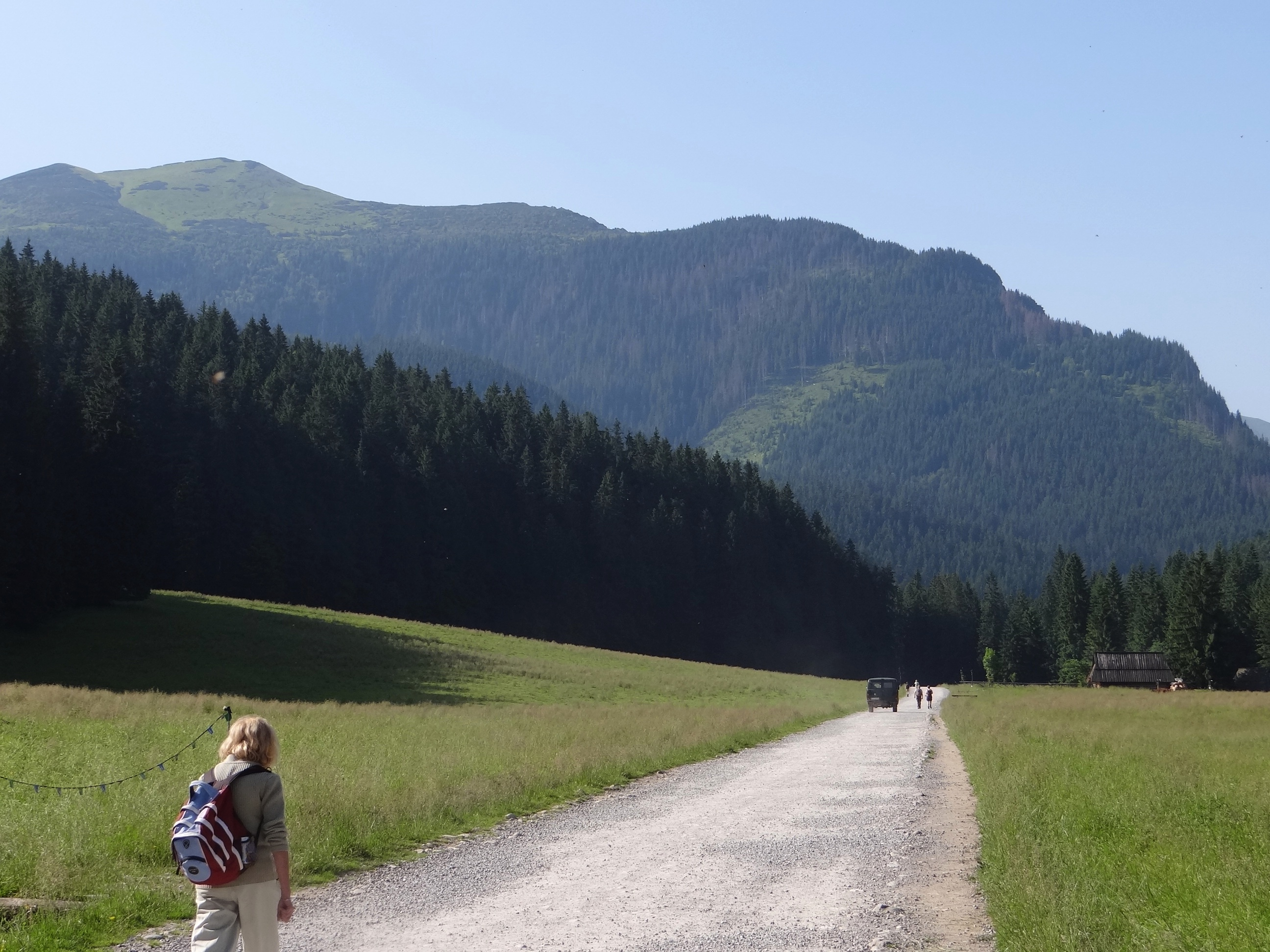
Widok na Wysranki z Wyżniej Kiry Miętusiej

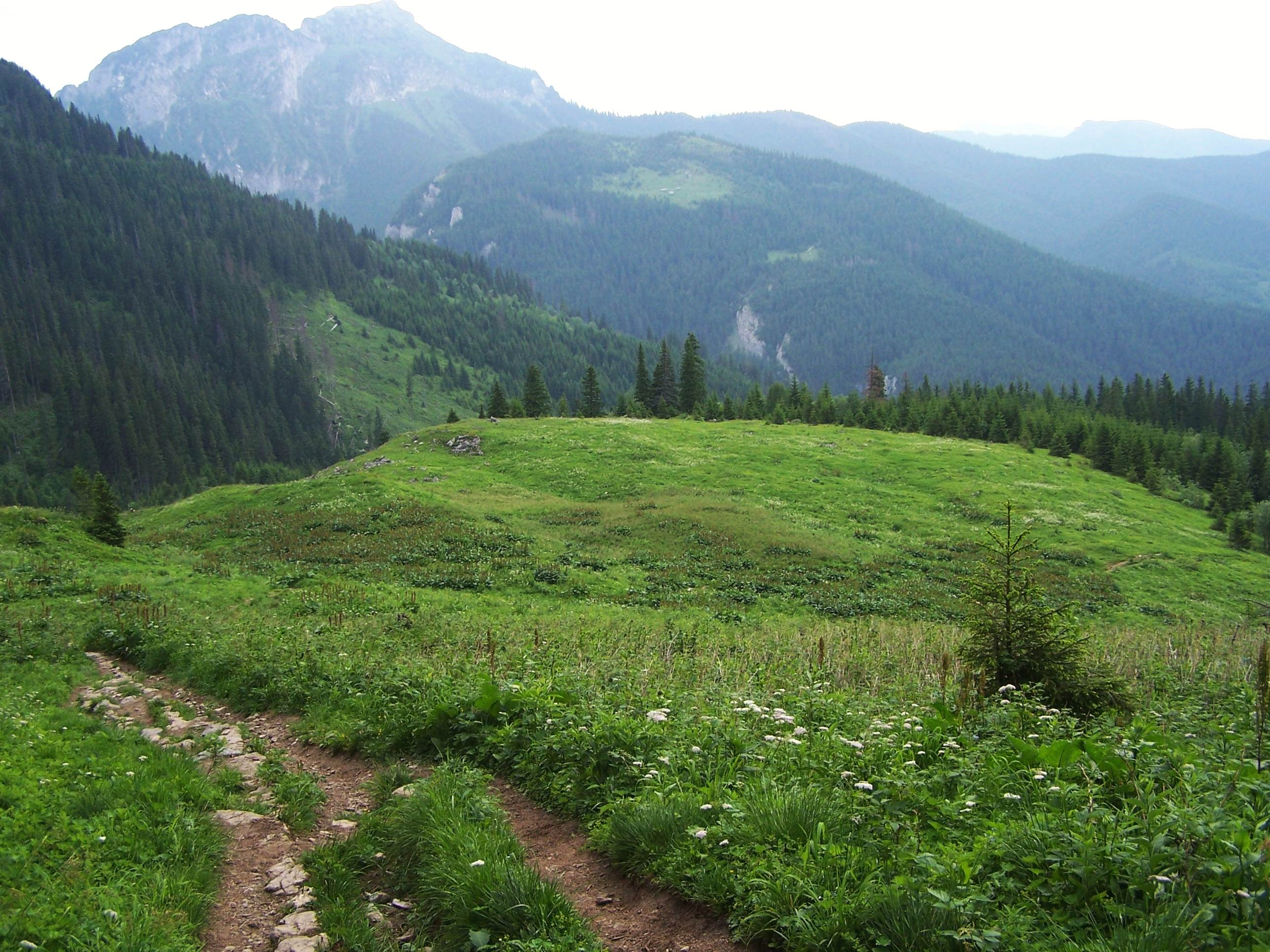
Wysranki to te zbocza po lewej stronie polany Upłaz. W głębi Kominiarski Wierch i Stoły

Wysranki – porośnięta lasem dolna część południowo-zachodniego zbocza Żlebu pod Wysranki – bocznej odnogi Doliny Kościeliskiej w Tatrach Zachodnich. W jego dolnej części znajduje się otwór wlotowy do udostępnionej turystycznie Jaskini Mroźnej. U samego podnóża Wysranek, przy Kościeliskim Potoku znajduje się ogromne wywierzysko – Lodowe Źródło odwadniające masyw Czerwonych Wierchów. W rejonie Wysranek odbywają się jesienią rykowiska jeleni.
Jest to nazwa dawnego pochodzenia. Na polanie Stare Kościeliska pod Wysrankami w XVIII w. i pierwszej połowie XIX w. działały huty metali i były tutaj domki robotników. Pochodzenie nazwy jest więc oczywiste – w tamtych czasach nie budowano WC wewnątrz domów, również sławojki pojawiły się dużo później. Nazwa wywoływała zgorszenie niektórych nadwrażliwych, stąd też kilkakrotnie usiłowano ją zmienić. Walery Eljasz-Radzikowski proponował nazwę Wyzranki (od słowa wyzierać), a inni w latach 40. usiłowali wprowadzić zamiast Żlebu pod Wysranki nazwę Dolinka Zbójnicka. Obydwie nazwy nie przyjęły się i ostała się pierwotna, ludowa nazwa.

## Szlaki turystyczne
– jednokierunkowy czarny szlak ze Starych Kościelisk do Jaskini Mroźnej. Po przejściu jaskini zejście inną ścieżką do Doliny Kościeliskiej naprzeciwko Sowy. Czas dojścia do jaskini: 30 min.